# Ллойд Нолан
Ллойд Бенедикт Нолан (англ. Lloyd Benedict Nolan; 11 серпня 1902, Сан-Франциско — 27 вересня 1985, Лос-Анджелес) — американський актор кіно.

## Біографія
Нолан почав свою кар'єру в театрі, з 1930-х років знімався в кіно. Він знімався в основному у другорядних ролях у численних фільмах, серед яких: «G Men» (1935), «Великі карі очі» (1936), «Інтерноса не може взяти гроші» (1937), «Джонні Аполлон» (1940), «Батаан» (1943), «Дерево росте в Брукліні» (1945) «Десь в ночі» (1946), «Леді в озері» (1947), «Вулиця без назви» (1948), «Лемон Дроп Кід» (1951), «Острів в небі» (1953), «Останнє полювання» (1956), «Пейтон плейс» (1957), «Портрет в чорних тонах» (1960), «Світ цирку» (1964), "Полярна станція «Зебра» (1968), «Аеропорт» (1970), «Землетрус» (1974) і «Ханна і її сестри» (1986).
Нолан помер у віці 83 років від раку легенів, похований на Вествудском кладовищі.

## Вибрана фільмографія
- 1936 — Великі карі очі
- 1936 — Підробка / Counterfeit
- 1936 — Техаські рейнджери — Сем МакГі «Полька Дот»
- 1939 — Засада / Ambush
- 1940 — Джонні Аполлон
- 1941 — Сонний Захід / Sleepers West
- 1945 — Дерево росте в Брукліні / A Tree Grows in Brooklyn
- 1945 — Будинок на 92-й вулиці
- 1948 — Вулиця без назви
- 1960 — Портрет у чорних тонах
- 1970 — Аеропорт
- 1977 — Приватні файли Джона Едгара Гувера